# Экономика Томска
Экономика Томска является частью экономики Томской области и страны в целом. Томск — один из важнейших экономических центров Западной Сибири.
В Томске в сфере строительства, промышленности и энергетики, в добывающих отраслях действуют более 300 инновационных предприятий, из которых 200 относятся к категории инновационно активных, также в сфере IT-бизнеса занимается более 200 компаний («Синтез Интеллектуальных Систем», ООО «Сибирские информационные системы», ООО «ИТ-Томск», «ТомскСофт» и др.). В валовом региональном продукте их доля превышает 13,5 %. Ежегодно прирост стартапов и малых предприятий составляет 10-15 %. Их развитие обусловлено созданием в городе научно-образовательных комплексов на базе университетов.
По итогам 2022 года оборот розничной торговли составил 244,9 млрд. рублей и вырос относительно аналогичного периода прошлого года на 1,3%. По итогам 2022 года Томская область вошла в тройку регионов лидеров в СФО по динамике товарооборота.
Торговое обслуживание населения Томской области осуществляет  более восьми тысяч магазинов. Сегодня в регионе представлены все торговые форматы: федеральные, региональные и местные торговые сети, торговые центры, магазины «у дома», розничные рынки, ярмарки, павильоны и киоски.
Основными организациями, оказывающими влияние на оборот розничной торговли в 2022 году на территории Томской области, являются: ООО «Розница К-1», ООО «Спар-Томск», ООО «Глобал-Маркет», ООО «Инвест Ресторация», ООО «Альянс Региональных Ритейлеров», ООО «ЕвроЛогистик», ООО «Перспектива», ООО «Камелот-А», ООО «Лента», АО «Тандер», ООО «Агроторг», ООО «Альбион-2002», ООО «Альфа-М», ОО «Торговый дом Братья Коцоевы», ООО «Братья Коцоевы», ООО «Лоза», ООО «Торговый дом Бочка», ООО «Торгсервис 72», ООО «Спортмастер», ПАО «Детский мир», ООО «Томлад».

## Промышленность
В Томске действуют предприятия различных отраслей промышленности. Во время Великой Отечественной войны в город было эвакуировано около 30 заводов, были созданы целые отрасли.
К предприятиям нефтегазовой отрасли относятся «Томскнефть», «Востокгазпром», «Газпром трансгаз Томск», «Томскнефтехим», «Томскподводтрубопроводстрой», «Томскнефтепереработка».
Фармацевтическая промышленность представлена предприятиями ФГУП НПО «Вирион», «Томскхимфарм».
В отрасли пищевой промышленности работают завод пищевых продуктов «Томский», кондитерская фабрика «Красная звезда», «Томское пиво», дрожжевой завод, «Томские мельницы», «Сибирская аграрная группа», несколько хлебозаводов, две птицефабрики.
Машиностроительные предприятия — НПЦ «Полюс», ПО «Контур», «Томский подшипник», «Манотомь» (манометровый завод), «Сибэлектромотор», «Томский инструмент», «Томский электротехнический завод», «Томский электромеханический завод», «Томский электроламповый завод», «Томский завод электроприводов», ЭлеСи, «Микран», научно-производственное предприятие «Томская Электронная Компания».
Производством строительных материалов и строительством занимаются такие предприятия, как «Комфорт-Т», «Томский домостроительный комбинат», «СУ-13», «Томская промышленно-строительная компания» и др.
Производство медицинской техники — НПО «НИКОР».
Также на территории города расположены спичечная фабрика «Сибирь», «Сибкабель», «Томсккабель», «Томский завод резиновой обуви», «Сибирская карандашная фабрика».
8 ноября 2012 года «Томсккабель» подписал соглашение с томской мэрией и Агентством развития города о строительстве медеплавильного завода. Под создание нового промышленного парка будет выделено 105 га рядом с северной площадкой томской ОЭЗ.

## Транспорт
Со времён постройки Транссиба Томск лишился транзитных грузопотоков и стал локальным транспортным узлом на пути в собственную область (кроме Александровского района, круглогодичный доступ к которому невозможен даже из Томска и осуществляется через соседнюю Тюменскую область). Количество транзитного транспорта очень невелико.
Основные городские транспортные проблемы:
- автомобильные пробки;
- плохое состояние автомобильных дорог;
- малое количество муниципальных автобусных маршрутов;
- высокая степень износа электротранспорта;
- малое количество дальних и пригородных пассажирских поездов.

### Воздушное сообщение
Первый полёт самолёта в Томске состоялся в 1911 году. Регулярные полёты в Томск начались в середине 1930-х годов, самолёты летали в Новосибирск, Колпашево, Каргасок. В послевоенные годы городской аэропорт находился на Каштаке, 6 ноября 1967 года был открыт аэропорт Богашёво, в 14 км к юго-востоку от Томска. Аэропорт имеет одну асфальтобетонную ВПП длиной 2,5 км и может принимать воздушные суда взлётной массой до 290 тонн. Совершаются регулярные рейсы в Москву, Барнаул, Абакан, Красноярск, Нижневартовск, Стрежевой, Сургут. Также, совершаются сезонные рейсы в Анапу, Новосибирск, Санкт-Петербург, Симферополь, Сочи. С 2013 года осуществляются международные рейсы. По состоянию на начало 2016 года, осуществляются международные рейсы в Краби и Пхукет.
К юго-западу от Томска находится аэродром Головино, принадлежащий Министерству обороны РФ. Там есть 2 грунтовые взлётно-посадочные полосы. Головино — аэропорт базирования НОУ «Томский аэроклуб ДОСААФ».

### Автомобильные дороги и инфраструктура
Внешняя автодорожная инфраструктура представлена множеством автомобильных дорог, которые на подходах к городу смыкаются, разделяются и образуют множество выходов из города, поэтому группировать их удобно по направлениям:
Запад:
- Ответвление федеральной автомобильной дороги «Сибирь» М53. Соединяется с основной дорогой у Юрги
- Автодорога Р398 «Шегарский тракт» идёт до с. Мельниково. После моста поворачивает на север и под тем же номером идёт до Колпашево, далее начинается Северная широтная магистраль Пермь — Нижневартовск — Томск (строится); ответвления ведут в Чаинский, Бакчарский, Кожевниковский районы Томской области (в пределах доступности). Через Кожевниково возможен выезд на Колыванское шоссе (альтернативный путь в Новосибирск).

Север:
- Автодорога Томск-Северск «Чекистский тракт» со всеми производными дорогами не выходит за пределы окрестностей Северска и северной части Томского района.

Восток:
- Автодорога Р400 «Иркутский тракт». Соединяется с М53 в Мариинске, ответвления ведут в Асиновский, Первомайский, Зырянский и Тегульдетский районы Томской области.

Юг:
- Автодорога Томск — Аэропорт «Богашёвский тракт» (не выходит за пределы Томского района);
- Автодорога Томск — Ярское «Коларовский тракт» (не выходит за пределы Томского района).

В городе имеется два моста через Томь: Коммунальный (южный) и Северский (северный). Кроме существующих мостов, представленный в начале 2007 года проект генерального плана города предполагал в будущем строительство ещё одного моста в продолжении переулка Дербышевского. Позднее проектировщики генплана отказались от идеи постройки нового моста по Дербышевскому, по скорректированному проекту генплана Томска предполагается соединить улицы 79-й Гвардейской Дивизии и Бердскую, с перспективой построения нового моста через Томь от начала последней. Кроме мостов, через Томь имеется порядка 20 мостов через Ушайку, несколько мостов через Большую и Малую Киргизки, Басандайку, Кисловку, озеро Керепеть.
16 июня 2011 года было подписано соглашение между мэрией города и компанией «Сибмост» о строительстве третьего моста через Томь в районе «Томских мельниц». На строительство нового моста будет потрачено от 4 до 6 миллиардов рублей. Как ожидается, он станет одним из звеньев в формирующемся т. н. «малом транспортном кольце» Томска.
В сентябре 2012 года была открыта новая двухуровневая транспортная развязка взамен светофорной на перекрёстке улицы Пушкина и Комсомольского проспекта. Строительство, которое обошлось в 3 млрд руб., длилось чуть более года. Также рядом с объектом были возведены надземные переходы (таких в городе насчитывается всего несколько). В будущем на территории Томска планируется построить ещё более 10 таких переходов.

### Железные дороги
Томск — железнодорожный узел на однопутной ветви Тайга — Белый Яр, соединяющей Томск с Транссибирской магистралью.
Построенная в 1896 году Транссибирская магистраль прошла в обход крупнейшего на то время в Сибири города, к Томску была проложена тупиковая ветвь (подробнее см.: Строительство Транссибирской магистрали в обход Томска). В конце XIX века появилась идея построить ещё одну железную дорогу до Енисейска, однако лишь в 1939 году заключённые построили первый её участок до Асино, а позже строительство линии на Енисейск перестало быть актуальным.
До 1961 года существовала Томская железная дорога. В настоящее время Томская железнодорожная ветвь относится к Западно-Сибирской железной дороге — филиалу ОАО «Российские железные дороги». Поезда из Томска ходят в
Анапу, Асино, Лениногорск, Белый Яр, Москву (фирменный поезд «Томич»), Новокузнецк, Тайгу.

### Водный транспорт
Речные перевозки в основном осуществляются «Томской судоходной компанией». Пассажирские рейсы отправляются от речного вокзала Томска. Строительство современного здания вокзала осуществлено в 1978—1984 годах, в здании разместились зал ожидания на 250 человек, комната матери и ребёнка, гостиница, ресторан на 250 мест. Пропускная способность вокзала составляла 500 человек в сутки. В навигацию 1984 года вокзал обеспечил перевозку 1 400 000 пассажиров. В 1997 году услугами речного транспорта воспользовалось лишь 64 000 пассажиров.
В 2000-е года наметилась тенденция к увеличению пассажирооборота.
Для перевозки используются теплоходы типа «Заря», «Москва». Ранее использовались также суда типа «Ракета», «Метеор». В летнее время действуют рейсы до Семейкина острова, Нижнего склада и др. Речные суда также используются для организации загородных прогулок, отдыха на воде и перевозки грузов в период навигации по Оби и её притокам.

### Городской транспорт
Основные городские и пригородные пассажирские перевозки выполняются автобусами типа ПАЗ (914 штук в 2009 году). Всего в Томске около 36 автобусных маршрутов, перевозчики — частные предприниматели, «дочки» ОАО «Томскавтотранс», унитарное муниципальное предприятие «Трамвайно-троллейбусное управление».
Из видов общественного транспорта также имеются троллейбус (с 1967 года, 8 маршрутов, 82 единицы транспорта, 93,4 км), трамвай (с 1949 года, 4 маршрута, 43 вагона, 45,7 км) и такси (около 70 небольших фирм в 2005 году). Стоимость проезда на маршрутном транспорте составляет 17 руб. (для пенсионеров — 14 рублей); стоимость проезда на трамвайном и троллейбусном транспорте — 15 руб.

## Энергетика
Томская энергосистема — старейшая в Сибири, её история началась с 1 января 1896 года, когда в Томске была введена в строй первая электростанция ТЭЦ-1. В мае 1943 года началось строительство, а 28 мая 1945 года вошла в строй первая очередь ГРЭС-2, в 1982 году началось строительство ТЭЦ-3, а 29 октября 1988 года был запущен её первый котёл.
Томск потребляет больше электроэнергии, чем вырабатывает. Основной объём электрической и тепловой энергии вырабатывают ГРЭС-2 (281 МВт, 755 Гкал/час) и ТЭЦ-3 (140 МВт, 670 Гкал/час), принадлежащие ОАО «ТГК-11», а также использовалась тепловая энергия, вырабатываемая в Северске (так называемое «дальнее тепло»). ТГК-11 планирует строительство энергоблока мощностью 450 МВт на ТЭЦ-3.

## Банки
- Банк «Авангард»
- Альфа-Банк
- Всероссийский банк развития регионов
- Банк ВТБ
- Газпромбанк
- Инвестторгбанк
- Банк «Интеза»
- Банк «Левобережный»
- МТС Банк
- Банк «Открытие»
- ОТП Банк
- Почта Банк
- Промсвязьбанк
- Райффайзенбанк
- Ренессанс Кредит
- Росбанк
- Россельхозбанк
- Банк «Русский Стандарт»
- Сбербанк России
- Синара
- Совкомбанк
- Тинькофф банк
- Томскпромстройбанк
- Банк «Уралсиб»
- Уральский банк реконструкции и развития
- Хоум Кредит энд Финанс Банк

## Торговля
В городе широко представлены российские торговые сети. В их число входят: «Абрикос» (сеть супермаркетов), «Быстроном» (сеть супермаркетов), «Лента», «Виктория», «Евросеть», «Искра», «Каприз», «Лама» (торговая сеть), «Мария-Ра», «М.видео», «Metro Cash & Carry», «НАДО мебель» (сеть мебельных салонов), «Палата» (сеть гипермаркетов), «Радуга Вкуса (сеть гастрономов)», «Связной», «Семья», «Спортмастер», «Холди Дискаунтер», «Холидей Плюс» (сеть супермаркетов), «Сибириада», «RBT.ru», «Корпорация „Центр“» и «Эльдорадо», «Ярче!», Mystical Parfum, международная сеть магазинов «Spar», «Магнит».
В городе функционирует большое число торговых центров и комплексов. К ним относятся в том числе административно-торговый комплекс «Аврора», «Конкурент»; торгово-офисный центр «Статус», «Гринвич», «Первый деловой центр», «Акселератор»; торгово-выставочный комплекс «Томь»; торговый дом «Арбат», «Центральный»; торговая галерея «Аркада», «Вернисаж», «Пассаж»; торговый центр «Апельсин», «Бердский», «Big City», «Весна», «Волна», «Город», «Гостиный двор», «Гранд Холл», «ГУМ», «Карповский», «Манеж», «Мегаполис», «Метрополис», «МираМикс», «Оранжевое небо», «ПочтальON», «СмайлСity», «ЦУМ», «Изумрудный город» и целый ряд других.
В конце января 2013 года был озвучен план, предусматривающий строительство торгово-офисного комплекса в районе пересечения проспекта Ленина и улицы Нахимова (напротив Лагерного сада). Комплекс займёт площадь 2 га; его строительство будет осуществлено совместными усилиями владельцев участков на данной территории.
Оборот розничной торговли в Томске составил в 2010 году 82,5 млрд руб., что на 2,4 % больше, чем в 2009. Основной прирост произошёл за счёт группы непродовольственных товаров — их продажа возросла на 7,4 % за аналогичный период. При этом объём торговли в области пищевой продукции сократился на 2,7 %, а объём бытовых услуг — на 3,6 %.
В городе действуют различные ярмарки (многие — традиционно, из года в год), на которых выставляется продукция, в том числе других городов и сёл Томской области. Работает фирменный магазин «Дубрава», реализующий продукцию мясной отрасли (ЗАО «Дубровское», Кожевниковский район).

## Связь
Стационарная связь
В Томске 6-значные номера. Код города — 3822. Основным оператором стационарной телефонной связи Томска является ПАО «Ростелеком». Также услуги телефонной связи оказывают: группа компаний «Томлайн», «ТТК-Западная Сибирь», АО «Авантел», ЗАО «Неотелеком» и некоторые другие.
Мобильная связь
Операторами мобильной связи в Томске являются: «МТС», «Билайн», «МегаФон», «Tele2», «Yota», «Wellcom» (бывшее подразделение Томского филиала ОАО «Ростелеком», вошло в состав холдинга с объединёнными мобильными активами «Ростелекома» и «Tele2»).
Интернет
Первый «интернет-сеанс» имел место 19 августа 1991 года, в первый день «путча ГКЧП». Ведущими интернет-провайдерами Томска являются «Томика», ООО «ТОМТЕЛ», Дом.ru, «Неотелеком», ОАО «Ростелеком», «Новые Телесистемы», «Зелёная Точка», ГК «Tomline» и др. Локальные (то есть действующие только в определённых районах или частях города) провайдеры — ООО «Файбернет», «ЛазоНет», «TomGate» и ряд других. Услуги 3G-связи оказывают «Билайн», «Мегафон», «МТС», «Tele2» и «Ростелеком» (сервис WebStream предоставляет ADSL-доступ жителям труднодоступных районов). Услуги доступа к «внешним» сетям (за пределы Томской области) через VPN предоставляет ГК «TOMLINE» (vneshka.net), «ZZZing». В ноябре 2012 года в Томске была запущена сеть 4G («Мегафон», Yota).